# Магон, Эрман Яковлевич
Эрман Яковлевич Магон (15 октября 1899 года, хутор Упит, Ковенская губерния, ныне Паневежский район, Литва — 14 августа 1941 года, район города Климовичи, Могилёвская область) — советский военный деятель, генерал-майор (1941 год). Латыш.

## Начальная биография
Эрман Яковлевич Магон родился 15 октября 1899 года на хуторе Упит Ковенской губернии.

## Военная служба

### Гражданская войны
В феврале 1919 года Магон был призван в ряды РККА и направлен красноармейцем в 18-й стрелковый полк (2-я стрелковая дивизия, Армия Советской Латвии), после чего принимал участие в боевых действиях на Западном фронте на территории Ковенской губернии и в районе города Бауск в Курляндии. После расформирования дивизии в июле того же года Магон был направлен на Смоленские советские пехотные курсы комсостава РККА, в составе которых принимал участие в боевых действиях на территории Смоленской губернии. После окончания курсов с ноября служил в составе 10-й стрелковой дивизии на должностях помощника командира и командира роты 88-го стрелкового полка, а с июля 1920 года — на должностях командира взвода и помощника командира роты запасного батальона дивизии.
В составе 10-й стрелковой дивизии Магон принимал участие в боевых действиях в Эстонии, затем против войск под командованием генерала Н. Н. Юденича на псковском направлении, весной и летом 1920 года — в боевых действиях на жлобинском направлении и реке Березина во время советско-польской войны, осенью 1920 года — в боевых действиях против войск под командованием генерала С. Н. Булак-Балаховича в районах Мозыря и Речицы, а в марте 1921 года — в подавлении восстания в Тамбовской губернии.
С ноября 1921 года Магон служил в 85-м стрелковом полку 10-й стрелковой дивизии на должностях адъютанта полка, командира взвода полковой школы, помощника командира и командира роты и исполняющего должность командира батальона. В декабре 1921 года полк был передислоцирован в Карелию, где принимал участие в боевых действиях против белофинских войск, а затем охранял Мурманскую железную дорогу.

### Межвоенное время
С июня 1922 года служил в 28-м стрелковом полку на должностях командира батальона, помощника командира полка по строевой части и командира полка.
В сентябре 1925 года Эрман Яковлевич Магон был направлен на учёбу в Военную академию РККА, по окончании которой в июле 1928 года был назначен на должность командира и комиссара 76-го стрелкового полка (26-я стрелковая дивизия), находясь на которой, принимал участие в боевых действиях на КВЖД.
В ноябре 1930 года был назначен на должность начальника штаба и временно исполняющего должность командира 1-й Тихоокеанской стрелковой дивизии, в ноябре 1931 года — на должность начальника 5-го отдела, затем — на должность начальника отдела боевой подготовки штаба ОКДВА, в феврале 1934 года — на должность командира 21-й стрелковой дивизии, находясь на которой, за успехи в боевой подготовке был награждён орденом Красной Звезды.
В ноябре 1936 года был назначен на должность заместителя начальника и временно исполняющего должность начальника штаба ОКДВА, а в октябре 1937 года — на должность командира 18-го стрелкового корпуса.
24 февраля 1938 года Эрман Яковлевич Магон был арестован органами НКВД и 7 марта уволен из РККА по ст. 44, п. «в», однако 25 апреля 1940 года был освобождён из-под ареста за прекращением дела, восстановлен в рядах РККА и зачислен в распоряжение Управления по начсоставу РККА. В августе того же года был назначен на должность старшего преподавателя Академии Генштаба РККА, а в марте 1941 года — на должность командира 45-го стрелкового корпуса (Харьковский военный округ).

### Великая Отечественная война
С началом войны 45-й стрелковой корпус под командованием Э. Я. Магона был включён в состав 21-й армии Западного фронта, а в июле 1941 года — в состав 13-й армии (Центральный фронт).
Во время Смоленского сражения в июле 1941 года корпус под командованием Э. Я. Магона вел оборонительные бои под Могилёвом, а затем принимал участие в ходе контрнаступления Центрального фронта, атаковав противника северо-восточнее Кричева и прорвавшись на Рославльское шоссе на участке Шумячи — Хотовиж, тем самым поставил под угрозу тыл 2-й танковой группы под командованием Гудериана. Обеспокоенное создавшимся положением командование противника передислоцировало дополнительные силы, после чего нанесло сильный контрудар по правому флангу 13-й армии, в ходе которого противник смог окружить 45-й корпус в районе Климовичи. При прорыве из окружения 14 августа 1941 года генерал-майор Эрман Яковлевич Магон погиб в бою. Похоронен в городе Климовичи.

## Отзывы
Бывший в начале войны начальником оперативного отдела штаба 13-й армии Семён Павлович Иванов так характеризовал стиль руководства Э. Я. Магона: 

Давая указания по организации обороны, Магон сочетал требовательность с отеческой заботой о подчинённых. Не случайно о нём говорили: «С таким командиром пойдёшь в огонь и в воду».— Иванов С. П. Штаб армейский, штаб фронтовой. — М.: Воениздат, 1990.
А. С. Жадов, сражавшийся вместе с ним под Смоленском, вспоминал об Э. Я. Магоне:

Это был хорошо подготовленный в военном отношении, мужественный и смелый командир, обладавший удивительной выдержкой и спокойствием в любой обстановке.
— Жадов А. С. Четыре года войны. — М.: Воениздат, 1978. — 334 с. — (Военные мемуары).

## Награды
- Орден Ленина (09.08.1941);
- Орден Красной Звезды (1936);
- Медаль «XX лет Рабоче-Крестьянской Красной Армии» (22.02.1938).